# タヴダ川
タヴダ川（タヴダがわ、タブダ川、英表記: Tavda、ロシア語: Тавда）は、ロシアのスヴェルドロフスク州とチュメニ州を流れる川である。トボル川の左支流で、最終的にはエルティシ川・オビ川を経て北極海へ流れる。全長は約719km、流域面積は88,100平方kmにおよぶ。
ウラル山脈の東の北緯60度以北に発し、ロズヴァ川（左岸）とソスワ川（右岸）を合わせ、西シベリア低地西部の人口のまばらな湿地帯を南東へ向かって流れる。やがて東に向きを変え、チュメニ州でトボル川に合流する。下流では川幅270m、深さ4mに達する。
タヴダ川はほとんどが航行可能で、材木を下流へ流すのに使われた。11月初めから4月末までは凍結する。主な支流にペリム川（英表記: Pelym、ロシア語: Пелым）を有する。タヴダ川沿いにはタヴダの街がある。